# Chapitre hebdomadaire
Le chapitre hebdomadaire se déroulait dans toutes les commanderies de l'ordre du Temple où vivaient plus de quatre frères, généralement le dimanche après la messe. Il servait à régler les litiges entre frères et punir les manquements à la règle. Trente articles en précisent le fonctionnement (articles 386 à 415). Les frères entraient tous ensemble dans la salle, parfois en campagne une tente de campement réservée à cet usage.
Ils se signaient en silence, découvraient leurs têtes puis récitaient un patenôtre et enfin s'asseyaient. Celui qui présidait le chapitre faisait un sermon qu'il commentait ensuite.
La justice templière rendue par le chapitre, comportait quatre niveaux de sanction[réf. nécessaire] :
- 1°) Avertissements et pénitences de un à trois jours
- 2°) Pénitence et perte de l'habit pour un an et un jour
- 3°) Perte temporaire de l'habit
- 4°) Perte définitive de l'habit, renvoi de la maison